# 肯德拉科塔姆迪
肯德拉科塔姆迪（Kendra Khottamdi），是印度西孟加拉邦Barddhaman县的一个城镇。总人口7090（2001年）。

## 人口
该地2001年总人口7090人，其中男性3850人，女性3240人；0—6岁人口936人，其中男512人，女424人；识字率59.97%，其中男性为69.35%，女性为48.83%。